# ShondaLand
ShondaLand é uma produtora de televisão americana fundada pela escritora e produtora televisiva Shonda Rhimes. Ela fundou a companhia para a sua primeira série de televisão, Grey's Anatomy em 2005. Desde então a empresa se tornou produtora de outra séries de Rhimes como, Private Practice e a série de drama político, Scandal, e outras séries como Off the Map e Still Star Crossed. A série estrelada por Viola Davis, How to Get Away with Murder e a série The Catch lançada em 2016. Todas essas séries têm como co-produtora a ABC Studios e são exibidas nos canal ABC. Em 2017, Shonda Rimes assinou contrato com a Netflix, para escrever exclusivamente para eles. Em dezembro de 2020 foi lançada a primeira série produzida por Shonda para Netflix, Bridgerton.

## Thank God It's Thursday (TGIT)
Em 2014, a ABC criou uma programação às quinta-feiras que exibe os dramas da ShondaLand: Grey's Anatomy, Scandal, How to Get Away with Murder e The Catch, eles chamaram essa programação de "Thank God It's Thursday" (Graças a Deus é Quinta-feira) algumas vezes é usada apenas uma sigla: "TGIT". Essa é a recriação da TGIF que esteve presente nas noites de sexta-feira no ano de 1990. As noites de quinta são especialmente importantes para a televisão americana porque é a última oportunidade para os anunciantes anunciarem seus produtos antes do fim de semana, como anuncio de filmes que estrearão no cinema, shows, promoções e carros. Essa é a última chance para atingir o grande público que compõe a televisão. Essa é a uma ótima forma de atrair alguns dólares de publicidade. The Associated Press chamou o reinado de uma noite inteira de Shonda Rhimes na televisão de "incomparável na história da TV".

## ShondaLand na Netflix
Principal nome da ABC há 15 anos, os seriados criados por Shonda ocupam todo o horário nobre de quinta-feira na chamada "TGIT" ("Thank God It's Thursday", "Graças a Deus é Quinta-Feira", em tradução livre). Na Netflix, Shonda e seu time serão responsáveis por produzir séries inéditas para o catálogo. O contrato da produtora com a gigante de streaming é de quatro anos.
"Nossos seriados atuais continuarão sendo exibidos na ABC e a Shondaland estará presente em cada passo da produção. Eu não poderia ter escolhido uma casa melhor para desenvolver a minha carreira. Sou grata por ter trabalhado com tantas pessoas talentosas", disse Shonda Rhimes. "A partir de hoje, estamos animados em dar um novo passo com a Shondaland na Netflix. Todos estão animados em expandir nossa audiência e criatividade com todo o time do serviço de streaming", completou a produtora.

## Produções Shonda Rimes

### Grey's Anatomy (2005 - presente)

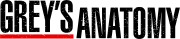
Logotipo de Grey's Anatomy

A série é protagonizada por Ellen Pompeo, que interpreta Meredith Grey, inicialmente interna do fictício hospital cirúrgico Seattle Grace (mais tarde Hospital Memorial Grey-Sloan), em Seattle, Washington, um dos programas de residência em cirurgia médica mais rígidos do país. A série é focada nela e seus colegas, também internos: Cristina Yang, Isobel Stevens, George O'Malley e Alex Karev, mostrando suas vidas amorosas e as dificuldades pelas quais passam no trabalho. Grey's Anatomy já se estabeleceu como uma das maiores séries americanas dos últimos anos e a maior da ShondaLand. Com um elenco que se renova a cada ano, enquanto alguns veteranos se despedem de tempos em tempos e novos rostos se juntam à equipe médica.
Criada por Shonda Rimes

### Private Practice (2007 - 2013)
Spin-off de Grey's Anatomy, a série narra a vida da Dra. Addison Montgomery. Começa com a mudança de Addison de Seattle para Los Angeles e suas tentativas de se adaptar a um tipo diferente do ambiente de trabalho no Oceanside Wellness Group, uma clínica privada. A primeira temporada também lida o relacionamentos de Mongtomery com seus novos colegas de trabalho. Entre eles incluem sua melhor amiga Naomi Bennett, uma especialista em fertilidade, e seu ex-marido, Sam Bennett, especialista em medicina interna. Quem também trabalha na clínia é a psiquiatra Violet Turner, o pediatra Cooper Freedman, o especialista em medicina alternativa Pete Wilder e o recepcionista Dell Parker. Charlotte King, que serve como chefe de equipe do St. Ambrose Hospital, trabalha com o Oceanside Wellness através de seu relacionamento com Sam e seu relacionamento sexual com Cooper
Criada por Shonda Rimes

### Off the Map (2011)
Em Off the Map, seis médicos que perderam a esperança vão para os confins da selva sul-americana para relembrar os motivos pelos quais decidiram se tornar médicos. Todos estão fugindo de seus demônios pessoais, mas não são os únicos com uma bagagem emocional enorme: os pacientes que são atendidos na clínica minúscula e precária por eles comandada também têm muitas histórias a contar.
Criada por Jenna Bans

### Scandal (2011 - 2018)
A série se passa em Washington, D.C e é estrelada por Kerry Washington, que interpreta Olivia Pope, uma ex-funcionária da Casa Branca responsável pela criação da Olivia Pope & Associates, uma empresa de gerenciamento de crises. A personagem é inspirada na ex-assessora de imprensa do governo de George H. W. Bush, Judy Smith.
Criada por Shonda Rimes

### How to Get Away with Murder (2014 - 2020)

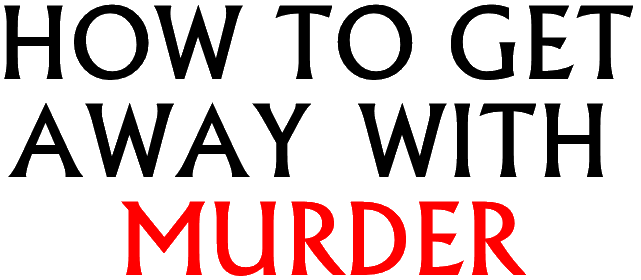
Logo

A série se desenvolve ao redor da vida pessoal e profissional de Annalise Keating, uma advogada de defesa criminal proeminente. Também professora de direito na Universidade de Middleton, na Filadélfia, Annalise seleciona cinco de seus melhores alunos para trabalharem com ela em seu escritório: Wes Gibbins, Connor Walsh, Michaela Pratt, Laurel Castillo e Asher Millstone. Em sua vida pessoal, Annalise vive com seu marido Sam Keating, um renomado psicólogo, mas também vive um relacionamento às escondidas com Nate Lahey, um detetive de polícia. Quando sua vida pessoal e profissional começa a entrar em colapso, Annalise e seus alunos se vêem envolvidos, involuntariamente, em uma trama de assassinatos.
Criada por Peter Nowalk

### The Catch (2016 - 2017)
A série é estrelada por Mireille Enos, interpretando Alice Vaughan, uma bem sucedida investigadora de fraudes que está prestes a ser vítima de uma fraude por seu noivo. Seu noivo, Benjamin Jones (Peter Krause), revelou-se ser um mestre enganador que trabalha para uma operação de crime internacional de alto risco junto com Margot Bishop (Sonya Walger).
Criada por Jennifer Schuur, Kate Atkinson, e Helen Gregory

### Still Star-Crossed (2017)
Após a morte de Romeu e Julieta, Rosaline Capulet está desposada contra a sua vontade de Benvolio Montague. À medida que os dois tentam impedir o casamento e a destruição de suas famílias em guerra, uma sociedade secreta conhecida como "Os Demônios" tenta depositar o príncipe Escalus sitiado, incitando a guerra entre as duas famílias.
Criada por Heather Mitchell

### Station 19 (2018 - presente)

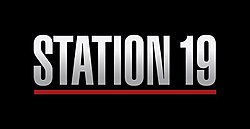
Logotipo

O segundo spin-off de Grey's Anatomy. Em Seattle, a série se concentra nas vidas dos homens e mulheres na Estação de Bombeiros de Seattle 19. A série estrela Jaina Lee Ortiz, Jason George, Grey Damon, Barrett Doss, Alberto Frezza, Jay Hayden, Okieriete Onaodowan, Danielle Savre e Miguel Sandoval.
Criada por Stacy McKee

### For the People (2018 - 2019)

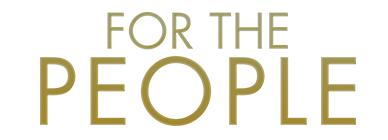
Logotipo

Situada no Tribunal Federal do Distrito Sul de Nova York (SDNY), conhecida como "A Corte da Mãe", a For the People segue novos advogados que trabalham para a defesa e a promotoria ao lidarem com os casos mais importantes e de alto risco do país e como suas vidas pessoais se cruzam.
Criada por Paul Williams Davies

### Bridgerton (2020)
Baseada, na série de livros de mesmo nome escrita por Julia Quinn que acompanha o competitivo mundo da alta sociedade da Regência Britânica. O drama gira em torno da família Bridgerton, composta por Lady Violet; seus quatro filhos, Anthony, Benedict, Colin e Gregory; e suas quatro filhas, Daphne, Eloise, Francesca e Hyacinth. Também são apresentados os Featheringtons, consistindo em Lady Portia; seu marido, o barão; e suas três filhas, Philippa, Prudence e Penelope.
Criada por Chris Van Dusen

## Séries da Shondaland
| Série                       | Temporada de Televisão | Temporada de Televisão | Temporada de Televisão | Temporada de Televisão | Temporada de Televisão | Temporada de Televisão | Temporada de Televisão | Temporada de Televisão | Temporada de Televisão | Temporada de Televisão | Temporada de Televisão | Temporada de Televisão | Temporada de Televisão | Temporada de Televisão | Temporada de Televisão | Temporada de Televisão | Temporada de Televisão | Nº de episódios |
| Série                       | 2004–05                | 2005–06                | 2006–07                | 2007–08                | 2008–09                | 2009–10                | 2010–11                | 2011–12                | 2012–13                | 2013–14                | 2014–15                | 2015–16                | 2016–17                | 2017–18                | 2018–19                | 2019–20                | 2020–21                | Nº de episódios |
| --------------------------- | ---------------------- | ---------------------- | ---------------------- | ---------------------- | ---------------------- | ---------------------- | ---------------------- | ---------------------- | ---------------------- | ---------------------- | ---------------------- | ---------------------- | ---------------------- | ---------------------- | ---------------------- | ---------------------- | ---------------------- | --------------- |
| Grey's Anatomy              | 1                      | 2                      | 3                      | 4                      | 5                      | 6                      | 7                      | 8                      | 9                      | 10                     | 11                     | 12                     | 13                     | 14                     | 15                     | 16                     | 17                     | 363             |
| Private Practice            |                        |                        |                        | 1                      | 2                      | 3                      | 4                      | 5                      | 6                      |                        |                        |                        |                        |                        |                        |                        |                        | 111             |
| Off the Map                 |                        |                        |                        |                        |                        |                        | 1                      |                        |                        |                        |                        |                        |                        |                        |                        |                        |                        | 13              |
| Scandal                     |                        |                        |                        |                        |                        |                        |                        | 1                      | 2                      | 3                      | 4                      | 5                      | 6                      | 7                      |                        |                        |                        | 124             |
| How to Get Away with Murder |                        |                        |                        |                        |                        |                        |                        |                        |                        |                        | 1                      | 2                      | 3                      | 4                      | 5                      | 6                      |                        | 90              |
| The Catch                   |                        |                        |                        |                        |                        |                        |                        |                        |                        |                        |                        | 1                      | 2                      |                        |                        |                        |                        | 20              |
| Still Star-Crossed          |                        |                        |                        |                        |                        |                        |                        |                        |                        |                        |                        |                        | 1                      |                        |                        |                        |                        | 7               |
| For the People              |                        |                        |                        |                        |                        |                        |                        |                        |                        |                        |                        |                        |                        | 1                      | 2                      |                        |                        | 19              |
| Station 19                  |                        |                        |                        |                        |                        |                        |                        |                        |                        |                        |                        |                        |                        | 1                      | 2                      | 3                      | 4                      | 43              |
| Bridgerton                  |                        |                        |                        |                        |                        |                        |                        |                        |                        |                        |                        |                        |                        |                        |                        |                        | 1                      | 7               |